# 黄菁翠
黄菁翠（Jessie Ng, 1966年3月19日—），马来西亚企业家及创业导师，推广本地品牌、文化创意产业及可持续生活方式。创办Timeless Design家具设计公司和Mano Plus复合选品店，同时也是TEDx茨厂街持牌人。

## 個人背景
黄菁翠出生于马来西亚吉隆坡，1990年毕业于美国俄亥俄州托莱多大学工商管理学士学位（BBA）。在1994年至2003年担任Homelife有限公司商品采购经理。

## 创业
2005年脱离家族家具设计生意，在吉隆坡中南区创立Timeless Design家具设计公司，专注于极简主义、木质及现代经典家具。
2018年在槟城土库街创立Mano Plus复合选品店，将本地品牌、手工艺品、书籍及生活方式产品结合，打造独特的概念零售空间。接着进一步发展Mano品牌，同年在Timeless Design楼上2楼设马来西亚首间杂志馆Mano Thinking及3楼设Mano Kitchen开放烹饪空间。
2019年在吉隆坡GMBB Tower开设Mano Plus第二家分店，并以艺术与文化为核心，推动独立品牌及创意活动。
2022年在吉隆坡REXKL设主打小而精致的全新概念店Mano Go。

## TEDx茨厂街
2013年其胞姐黄菁云取得TEDx执照，黄菁翠负责筹办马来西亚第一个中文TEDx演讲组织—TEDx Petaling Street（TEDx茨厂街）及担任策展人，挖掘马来西亚华人圈启发思维点子。
2020年卸下策展人身分，继续是TEDx茨厂街持牌人，领导讲者组物色及筛选讲者。2024年主办第10届TEDx茨厂街年会，志工人数增加至200人，观众人数也从第一届不到250人增至1800人。
历届TEDx茨厂街年会主题：
·2013 点滴串联 Connecting Dots
·2014 从心重新 Refine Redefine
·2015 行迹 The Path
·2016 敢动 Momentum
·2017 涟漪人 Ripples
·2018 燃 Passion
·2019 学 Unlean·Relern
·2022 启 Reset
·2023 衡 Balance
·2024 跃 Forward

## 评审/导师
从2017年至2024年，担任8届圆梦工场创业大赛演说导师；2023年第一届独大鲁班奖遴选委员会评审，以及2024年北马新村好品大赛评审。